# Liga Mexicana del Pacífico 1976-77
La Temporada 1976-77 de la Liga Mexicana del Pacífico fue la 19.ª edición, llevó el nombre de Armando Balderrama y comenzó el 12 de octubre de 1976.
Esta temporada fue de trascendencia histórica para la Liga, ya que el número de equipos aumento a nueve con el ingreso del club Águilas de Mexicali, además se cambió el sistema de competencia, eliminándose el sistema de puntos y volviendo al sistema de "todos contra todos" en rol corrido, también cambio el sistema de play-off y se redujo el calendario de 86 a 66 juegos.
Durante la campaña se lanzó un juego sin hit ni carrera.
La temporada finalizó el 27 de enero de 1977, con la coronación de los Venados de Mazatlán al vencer 4-1 en serie final a los Cañeros de Los Mochis.

## Sistema de competencia

### Temporada regular
La temporada regular se jugó con el sistema de "todos contra todos", en rol corrido sin vueltas, abarcando un total de 66 juegos a disputarse para cada uno de los nueve clubes.

### Postemporada
Tras el término de la temporada regular los ocho equipos con mayor porcentaje sobre la base de ganados y perdidos pasan a la etapa denominada postemporada (play-offs). En esta etapa, los equipos se dividen en dos grupos, enfrentándose entre sí en una serie de nueve juegos donde deben ganar cinco para avanzar a las semifinales. En el grupo 1 se enfrenta el octavo visitando al primero y el séptimo visitando al segundo, en el grupo 2 se enfrenta el sexto visitando al tercero y el quinto visitando al cuarto.

### Semifinal
Para la etapa de semifinales, los equipos que ganen la serie del Primer Play-Off se enfrentan en una serie de siete juegos donde deben ganar cuatro para avanzar a la final. 

### Final
Se da entre los equipos que ganaron en la etapa de semifinales, a ganar 4 de 7 juegos.

## Calendario
- Número de Juegos: 66 juegos

## Datos Sobresalientes
- George Brunet, lanza un juego sin hit ni carrera el 3 de noviembre de 1976, con los Algodoneros de Guasave en contra de Ostioneros de Guaymas, siendo el número 11 de la historia de la LMP.

## Equipos participantes
| Liga Mexicana del Pacífico 1976-77 |           |               |                           |                          |           |
| Equipo                             | Fundación | Mánager       | Ciudad                    | Estadio                  | Capacidad |
| Águilas de Mexicali                | 1948      | Por definir   | Mexicali, Baja California | Nido de los Águilas      | 9,000     |
| Algodoneros de Guasave             | 1970      | Por definir   | Guasave, Sinaloa          | Francisco Carranza Limón | 8,000     |
| Cañeros de Los Mochis              | 1947      | Por definir   | Los Mochis, Sinaloa       | Emilio Ibarra Almada     | 6,000     |
| Mayos de Navojoa                   | 1950      | Por definir   | Navojoa, Sonora           | Manuel Ciclón Echeverría | 8,000     |
| Naranjeros de Hermosillo           | 1944      | Por definir   | Hermosillo, Sonora        | Héctor Espino            | 10,000    |
| Ostioneros de Guaymas              | 1945      | Por definir   | Guaymas, Sonora           | "Abelardo L. Rodríguez"  | 5,000     |
| Tomateros de Culiacán              | 1965      | Por definir   | Culiacán, Sinaloa         | General Ángel Flores     | 8,000     |
| Venados de Mazatlán                | 1945      | Alfredo Ortiz | Mazatlán, Sinaloa         | Teodoro Mariscal         | 6,000     |
| Yaquis de Ciudad Obregón           | 1947      | Por definir   | Ciudad Obregón, Sonora    | Tomás Oroz Gaytán        | 10,000    |

## Standing

### General
| Equipos                  | JJ | JG | JP | JE | JV   | PCT  |
| ------------------------ | -- | -- | -- | -- | ---- | ---- |
| Naranjeros de Hermosillo | 66 | 40 | 25 | 1  | -    | .615 |
| Yaquis de Ciudad Obregón | 66 | 39 | 26 | 1  | 1.0  | .600 |
| Cañeros de Los Mochis    | 66 | 35 | 31 | -  | 5.5  | .530 |
| Ostioneros de Guaymas    | 66 | 33 | 33 | -  | 7.5  | .500 |
| Tomateros de Culiacán    | 66 | 31 | 34 | 1  | 9.0  | .477 |
| Águilas de Mexicali      | 66 | 30 | 36 | -  | 10.5 | .455 |
| Mayos de Navojoa         | 66 | 30 | 36 | -  | 10.5 | .455 |
| Venados de Mazatlán      | 66 | 29 | 36 | 1  | 11.0 | .446 |
| Algodoneros de Guasave   | 66 | 28 | 38 | -  | 12.5 | .424 |

| Avanza a Play-offs |

## Play-offs
|  | Primer Play Off | Primer Play Off | Primer Play Off |            |            | Semifinales | Semifinales | Semifinales |  |          | Final    | Final | Final |  |
|  |                 |                 |                 |            |            |             |             |             |  |          |          |       |       |  |
|  |                 |                 |                 |            |            |             |             |             |  |          |          |       |       |  |
|  | Mazatlán        | Mazatlán        | 5               |            |            |             |             |             |  |          |          |       |       |  |
|  | Mazatlán        | Mazatlán        | 5               |            |            |             |             |             |  |          |          |       |       |  |
|  | Hermosillo      | Hermosillo      | 3               |            |            |             |             |             |  |          |          |       |       |  |
|  | Hermosillo      | Hermosillo      | 3               |            | Mazatlán   | Mazatlán    | 4           |             |  |          |          |       |       |  |
|  |                 |                 |                 |            | Mazatlán   | Mazatlán    | 4           |             |  |          |          |       |       |  |
|  |                 |                 | Navojoa         | Navojoa    | 1          |             |             |             |  |          |          |       |       |  |
|  | Navojoa         | Navojoa         | Navojoa         | Navojoa    | 1          | 5           |             |             |  |          |          |       |       |  |
|  | Navojoa         | Navojoa         |                 |            |            |             |             |             |  |          |          |       |       |  |
|  | Ciudad Obregón  | Ciudad Obregón  | 1               |            |            |             |             |             |  |          |          |       |       |  |
|  | Ciudad Obregón  | Ciudad Obregón  | 1               |            |            |             |             |             |  | Mazatlán | Mazatlán | 4     |       |  |
|  |                 |                 |                 |            |            |             |             |             |  | Mazatlán | Mazatlán | 4     |       |  |
|  |                 |                 | Los Mochis      | Los Mochis | 1          |             |             |             |  |          |          |       |       |  |
|  | Mexicali        | Mexicali        | Los Mochis      | Los Mochis | 1          | 3           |             |             |  |          |          |       |       |  |
|  | Mexicali        | Mexicali        |                 |            |            |             |             |             |  |          |          |       |       |  |
|  | Los Mochis      | Los Mochis      | 5               |            |            |             |             |             |  |          |          |       |       |  |
|  | Los Mochis      | Los Mochis      | 5               |            | Los Mochis | Los Mochis  | 4           |             |  |          |          |       |       |  |
|  |                 |                 |                 |            | Los Mochis | Los Mochis  | 4           |             |  |          |          |       |       |  |
|  |                 |                 | Culiacán        | Culiacán   | 1          |             |             |             |  |          |          |       |       |  |
|  | Culiacán        | Culiacán        | Culiacán        | Culiacán   | 1          | 5           |             |             |  |          |          |       |       |  |
|  | Culiacán        | Culiacán        |                 |            |            |             |             |             |  |          |          |       |       |  |
|  | Guaymas         | Guaymas         | 4               |            |            |             |             |             |  |          |          |       |       |  |
|  | Guaymas         | Guaymas         | 4               |            |            |             |             |             |  |          |          |       |       |  |
|  |                 |                 |                 |            |            |             |             |             |  |          |          |       |       |  |

### Primer Play-off
| Grupo 1                  | Grupo 1 | Grupo 1 | Grupo 1 | Grupo 1 | Grupo 1 |
| Equipo                   | JJ      | JG      | JP      | PCT     | JV      |
| ------------------------ | ------- | ------- | ------- | ------- | ------- |
| Mayos de Navojoa         | 6       | 5       | 1       | .833    | -       |
| Venados de Mazatlán      | 8       | 5       | 3       | .625    | -       |
| Naranjeros de Hermosillo | 8       | 3       | 5       | .375    | 2.0     |
| Yaquis de Ciudad Obregón | 6       | 1       | 5       | .167    | 4.0     |

| Grupo 2               | Grupo 2 | Grupo 2 | Grupo 2 | Grupo 2 | Grupo 2 |
| Equipo                | JJ      | JG      | JP      | PCT     | JV      |
| --------------------- | ------- | ------- | ------- | ------- | ------- |
| Cañeros de Los Mochis | 8       | 5       | 3       | .625    | -       |
| Tomateros de Culiacán | 9       | 5       | 4       | .556    | -       |
| Ostioneros de Guaymas | 9       | 4       | 5       | .444    | 1.0     |
| Águilas de Mexicali   | 8       | 3       | 5       | .375    | 2.0     |

| Avanza a semifinal |

### Semifinal
| Grupo 1             | Grupo 1 | Grupo 1 | Grupo 1 | Grupo 1 | Grupo 1 |
| Equipo              | JJ      | JG      | JP      | PCT     | JV      |
| ------------------- | ------- | ------- | ------- | ------- | ------- |
| Venados de Mazatlán | 5       | 4       | 1       | .800    | -       |
| Mayos de Navojoa    | 5       | 1       | 4       | .200    | 3.0     |

| Grupo 2               | Grupo 2 | Grupo 2 | Grupo 2 | Grupo 2 | Grupo 2 |
| Equipo                | JJ      | JG      | JP      | PCT     | JV      |
| --------------------- | ------- | ------- | ------- | ------- | ------- |
| Cañeros de Los Mochis | 5       | 4       | 1       | .800    | -       |
| Tomateros de Culiacán | 5       | 1       | 4       | .200    | 3.0     |

| Avanza a la final |

### Final
| Equipos               | JJ | JG | JP | PCT  | JV  |
| --------------------- | -- | -- | -- | ---- | --- |
| Venados de Mazatlán   | 5  | 4  | 1  | .571 | -   |
| Cañeros de Los Mochis | 5  | 1  | 4  | .429 | 3.0 |

| Campeón |

## Cuadro de Honor
| Equipos                  | Posición   |
| ------------------------ | ---------- |
| Venados de Mazatlán      | Campeón    |
| Cañeros de Los Mochis    | Subcampeón |
| Tomateros de Culiacán    | 3° Lugar   |
| Mayos de Navojoa         | 4° Lugar   |
| Naranjeros de Hermosillo | 5° Lugar   |
| Yaquis de Ciudad Obregón | 6° Lugar   |
| Ostioneros de Guaymas    | 7° Lugar   |
| Águilas de Mexicali      | 8° Lugar   |
| Algodoneros de Guasave   | 9° Lugar   |

## Designaciones
A continuación se muestran a los jugadores más valiosos de la temporada.
| Designación         | Ganador         | Equipo                   |
| ------------------- | --------------- | ------------------------ |
| Jugador Más Valioso | Aurelio López   | Venados de Mazatlán      |
| Pitcher del Año     | José Peña       | Mayos de Navojoa         |
| Novato del año      | Raúl Sánchez    | Algodoneros de Guasave   |
| Mánager del Año     | Alfredo Ortiz   | Venados de Mazatlán      |
| Mánager Campeón     | Alfredo Ortiz   | Venados de Mazatlán      |
| Campeón de Bateo    | Nicolás Vásquez | Ostioneros de Guaymas    |
| Campeón de Pitcheo  | Maximino León   | Naranjeros de Hermosillo |